# L'epigramma a Stalin
L'epigramma a Stalin (titolo originale The Stalin Epigram) è un romanzo del 2009 dello scrittore statunitense Robert Littell.

## Trama
Mosca, gennaio 1934. Osip Mandelstam, uno dei più grandi poeti russi del Ventesimo secolo, vive ai margini della comunità letteraria russa ed alle sue pubbliche letture partecipano pochissimi appassionati, visto che il poeta Mandelstam è caduto in disgrazia e non viene più pubblicato, non avendo piegato la propria musa ai voleri del dittatore sovietico Stalin.
Tra le poche persone che amano Mandelstam vi sono lo scrittore Boris Pasternak e la poetessa Anna Achmatova, oltre alla moglie Nadežda ed all'amante, l'attrice Zinaida Antonova, ma tutti sono consapevoli dei rischi che corrono coloro che, come il poeta, non si uniformano alla linea del Partito.

## Edizioni
- Robert Littel, L'epigramma a Stalin, traduzione di Sara Brambilla, Collezione Vintage, Fanucci, 2010,  p. 333, ISBN 978-88-347-1620-5.